# 수원시의 보호수
수원시의 보호수에 대해 설명한다.

## 현황
2018년 10월 17일까지 보호수의 현황은 다음과 같다.
| 관리기관명      | 지정번호     | 보호수유형명 | 과명                                    | 학명                | 나무종류 | 그루 수 | 나무나이 | 나무높이 | 가슴높이둘레 | 소재지 도로명주소                                               | 소재지 도로명주소                                               |
| --------------- | ------------ | ------------ | --------------------------------------- | ------------------- | -------- | ------- | -------- | -------- | ------------ | --------------------------------------------------------------- | --------------------------------------------------------------- |
| 경기도 수원시청 | 경기-수원-15 | 노목         | 쌍떡잎식물 쐐기풀목 느릅나무과          | Zelkova serrata     | 느티나무 | 1       | 370      | 16       | 3.7          | 경기도 수원시 영통구 이의동 399-1                               | 경기도 수원시 영통구 이의동 399-1                               |
| 경기도 수원시청 | 경기-수원-16 | 노목         | 쌍떡잎식물 쐐기풀목 느릅나무과          | Zelkova serrata     | 느티나무 | 1       | 470      | 16       | 3.9          | 경기도 수원시 팔달구 세지로 377번길 14-2                        | 경기도 수원시 팔달구 세지로 377번길 14-2                        |
| 경기도 수원시청 | 경기-수원-12 | 노목         | 쌍떡잎식물 쐐기풀목 느릅나무과          | Zelkova serrata     | 느티나무 | 1       | 420      | 21       | 4.7          | 경기도 수원시 영통구 매원로 11번길 8-16(산샘어린이공원 내)      | 경기도 수원시 영통구 매원로 11번길 8-16(산샘어린이공원 내)      |
| 경기도 수원시청 | 경기-수원-13 | 노목         | 쌍떡잎식물 쐐기풀목 느릅나무과          | Zelkova serrata     | 느티나무 | 1       | 370      | 18       | 3.8          | 경기도 수원시 팔달구 매향동 13-1                                | 경기도 수원시 팔달구 매향동 13-1                                |
| 경기도 수원시청 | 경기-수원-14 | 노목         | 쌍떡잎식물 쐐기풀목 느릅나무과          | Zelkova serrata     | 느티나무 | 2       | 370      | 20       | 3.7          | 경기도 수원시 팔달구 정조로 825(화성행궁 신풍루 앞)             | 경기도 수원시 팔달구 정조로 825(화성행궁 신풍루 앞)             |
| 경기도 수원시청 | 경기-수원-17 | 노목         | 쌍떡잎식물 쐐기풀목 느릅나무과          | Zelkova serrata     | 느티나무 | 2       | 320      | 15       | 2.8          | 경기도 수원시 영통구 매탄동 866-25                              | 경기도 수원시 영통구 매탄동 866-25                              |
| 경기도 수원시청 | 경기-수원-10 | 노목         | 쌍떡잎식물 쐐기풀목 느릅나무과          | Zelkova serrata     | 느티나무 | 1       | 520      | 15       | 4.7          | 경기도 수원시 팔달구 팔달문로 57번길 79(못골어린이 공원 맞은편) | 경기도 수원시 팔달구 팔달문로 57번길 79(못골어린이 공원 맞은편) |
| 경기도 수원시청 | 경기-수원-8  | 노목         | 쌍떡잎식물 쐐기풀목 느릅나무과          | Zelkova serrata     | 느티나무 | 1       | 370      | 20       | 4.1          | 경기도 수원시 장안구 하광교동 460-1                             | 경기도 수원시 장안구 하광교동 460-1                             |
| 경기도 수원시청 | 경기-수원-9  | 노목         | 쌍떡잎식물 쐐기풀목 느릅나무과          | Zelkova serrata     | 느티나무 | 3       | 360      | 20       | 2.6          | 경기도 수원시 장안구 경수대로 1220번길 45                       | 경기도 수원시 장안구 경수대로 1220번길 45                       |
| 경기도 수원시청 | 경기-수원-11 | 노목         | 쌍떡잎식물 쐐기풀목 느릅나무과          | Zelkova serrata     | 느티나무 | 1       | 500      |          | 8.2          | 경기도 수원시 영통구 영통동 1047-3                              | 경기도 수원시 영통구 영통동 1047-3                              |
| 경기도 수원시청 | 경기-수원-1  | 노목         | 겉씨식물구과 식물아강 구과목 측백나무과 | Juniperus chinensis | 향나무   | 1       | 720      | 8.2      | 2.7          | 경기도 수원시 권선구 효탑로 16번길 43-19                        | 경기도 수원시 권선구 효탑로 16번길 43-19                        |
| 경기도 수원시청 | 경기-수원-2  | 노목         | 관다발식물 구과식물강 은행목 은행나무과 | Ginkgo biloba       | 은행나무 | 1       | 420      | 15       | 4.3          | 경기도 수원시 권선구 권선동 1134-1                              | 경기도 수원시 권선구 권선동 1134-1                              |
| 경기도 수원시청 | 경기-수원-3  | 노목         | 쌍떡잎식물 쐐기풀목 느릅나무과          | Zelkova serrata     | 느티나무 | 1       | 500      | 12       | 4.5          | 경기도 수원시 장안구 광교산로 518번길 33                        | 경기도 수원시 장안구 광교산로 518번길 33                        |
| 경기도 수원시청 | 경기-수원-4  | 노목         | 관다발식물 구과식물강 은행목 은행나무과 | Ginkgo biloba       | 은행나무 | 1       | 420      | 20       | 4.5          | 경기도 수원시 장안구 덕영대로 425번길 11                        | 경기도 수원시 장안구 덕영대로 425번길 11                        |
| 경기도 수원시청 | 경기-수원-5  | 노목         | 쌍떡잎식물 쐐기풀목 느릅나무과          | Zelkova serrata     | 느티나무 | 1       | 470      | 12       | 5.6          | 경기도 수원시 장안구 수일로 85(수일초등학교 내)                 | 경기도 수원시 장안구 수일로 85(수일초등학교 내)                 |
| 경기도 수원시청 | 경기-수원-6  | 노목         | 쌍떡잎식물 쐐기풀목 느릅나무과          | Zelkova serrata     | 느티나무 | 1       | 370      | 20       | 3.6          | 경기도 수원시 팔달구 정조로 825                                 | 경기도 수원시 팔달구 정조로 825                                 |
| 경기도 수원시청 | 경기-수원-20 | 노목         | 겉씨식물 구과목 소나무과                | Pinus densiflora    | 소나무   | 1       | 200      | 14       | 2.4          | 경기도 수원시 권선구 호매실동 629-2                             | 경기도 수원시 권선구 호매실동 629-2                             |
| 경기도 수원시청 | 경기-수원-21 | 노목         | 쌍떡잎식물 쐐기풀목 느릅나무과          | Zelkova serrata     | 느티나무 | 1       | 150      | 12       | 2.4          | 경기도 수원시 권선구 세류1동 225-22                             | 경기도 수원시 권선구 세류1동 225-22                             |
| 경기도 수원시청 | 경기-수원-22 | 노목         | 겉씨식물 구과식물아강 구과목 측백나무과 | Juniperus chinensis | 향나무   | 1       | 800      | 8        | 2.7          | 경기도 수원시 팔달구 창룡대로 236-54                            | 경기도 수원시 팔달구 창룡대로 236-54                            |
| 경기도 수원시청 | 경기-수원-18 | 노목         | 쌍떡잎식물 쐐기풀목 느릅나무과          | Zelkova serrata     | 느티나무 | 1       | 420      | 21       | 4.5          | 경기도 수원시 영통구 영통동 1092                                | 경기도 수원시 영통구 영통동 1092                                |

본 저작물은 '수원시'에서 '2018년' 작성하여 공공누리 제1유형으로 개방한 '경기도 수원시_보호수정부(공원녹지사업소 녹지경관과)'를 이용하였으며,
해당 저작물은 '수원시, http://data.suwon.go.kr/pubr/data/viewDataSetSelfDetail.do?&datasetSeq=DATA_000000000012633&mId=0101000000)'에서 무료로 다운받으실 수 있습니다.